# Primera dama de la República Dominicana
La primera dama de la República Dominicana es el título que se refiere a la esposa, o designada, del presidente de la República Dominicana. 
El cargo de primera dama no es un cargo por mandato político y la primera dama no desempeña ningún papel oficial en el gobierno de la República Dominicana. Sin embargo, como muchas otras esposas de jefes de Estado y de gobierno, la primera dama de la República Dominicana es una figura pública que a menudo contribuye a causas filantrópicas y actúa como representante no oficial del jefe de Estado. Existe una Oficina de la primera dama financiada por el gobierno, con personal.
Raquel Arbaje se convirtió en primera dama tras la elección de su esposo, Luis Abinader, como presidente en 2020.

## Historia
El cargo de primera dama, hasta el 10 de septiembre de 2000, fue un título no oficial y estrictamente protocolar para la esposa del presidente de la República. Sin embargo en la misma fecha, mediante el Decreto 741-00, el entonces presidente Hipólito Mejía, instauró el título de primera dama, como un cargo y figura administrativa, creando también el Despacho de la primera dama, una instancia técnico-administrativa dependiente de la Presidencia de la República, sin embargo en la práctica se ha vuelto una institución autónoma en funciones y ejecuciones presupuestarias. Desarrollaba programas benéficos y sociales, que buscaban erradicar la pobreza, mejorar la alimentación, la educación, el acceso y la ayuda a personas con limitaciones, en especial a niños y jóvenes, apoyo a las comunidades rurales, emprendimiento, entre otros. Tradicionalmente, algunas primeras damas, llevaban a cabo programas sociales y en beneficio de los sectores más necesitados del país, mediante y en nombre de su esposo, el presidente de la República. El cual, quedará disuelto, mediante el Decreto 368-20 del 20 de agosto de 2020, pasando sus responsabilidades y dependencias al Ministerio de Salud Pública y Asistencia Social (MISPAS).
Aunque la primera mujer cónyuge de un presidente dominicano fue Micaela Antonia de Rivera de Soto, esposa del general Pedro Santana, quién a su vez fue el primer presidente constitucional de la República Dominicana, no podemos decir que esta fue "Primera Dama", pues el concepto se utilizó a partir de la administración del presidente, Horacio Vásquez en el período 1924-1930. Fue entonces, cuando los dominicanos comenzaron a referirse a Trina de Moya, como la primera dama.
En algunas ocasiones, este título lo puede ocupar alguna mujer cercana al presidente, por ejemplo, el caso particular de Balaguer, que no estaba casado, su hermana, Emma Balaguer, desempeñó en cierta forma esta función, ejecutando políticas de asistencia social.